# Formula 1 – sezona 1959.
| FIA Svjetsko automobilističko prvenstvo 1959. | FIA Svjetsko automobilističko prvenstvo 1959. |
|                                               | Prvak                                         |
| --------------------------------------------- | --------------------------------------------- |
| Vozač                                         | Jack Brabham (Cooper-Climax)                  |
| Konstruktor                                   | Cooper-Climax                                 |
| Prethodna sezona                              | Sljedeća sezona                               |
| 1958.                                         | 1960.                                         |

Formula 1 – sezona 1959. bila je 10. sezona u prvenstvu Formule 1. Vozilo se 9 utrka u periodu od 10. svibnja do 12. prosinca 1959. godine, a prvak je postao Jack Brabham. Svoj prvi konstruktorski naslov osvojio je Cooper. Ovo je bila prva sezona u Formuli 1 za Brucea McLarena.

## Sažetak sezone
Australac Jack Brabham osvojio je prvi naslov svjetskog prvaka u Formuli 1, a svoj prvi konstruktorski naslov osvojio je Cooper. 
Kako se Vanwall na kraju 1958. povukao iz Formule 1, a Mike Hawthorn poginuo u prometnoj nesreći, ovo je jedina sezona gdje ni konstruktor ni vozač nisu branili naslov svjetskog prvaka. Zbog povlačenja Vanvalla, Britanac Tony Brooks je bio primoran naći novu momčad za ovu sezonu. Mjesto je našao u Ferrariju s kojim je pobijedio na Velikoj nagradi Francuske na Reimsu i Velikoj nagradi Njemačke na stazi AVUS. 
Šveđanin Jo Bonnier je ostvario svoju jedinu pobjedu u Formuli 1 na Velikoj nagradi Nizozemske na Zandvoortu. Bila je to i prva pobjeda za momčad British Racing Motors. Utrka 500 milja Indianapolisa pripala je Rodgeru Wardu. Britanac Stirling Moss je, nakon problema s bolidom u utrkama na početku sezone, pobijedio u Monsantu i Monzi, vozeći za momčad R.R.C. Walker Racing Team koja je i ove sezone koristila Cooperovu šasiju i Climaxov motor. Prvi put u Formuli 1 vožena je Velika nagrada SAD-a. Vožena je na stazi Sebring, a Novozelanđanin Bruce McLaren je upravo na toj utrci upisao svoju prvu pobjedu. 
Ni ova godina nažalost nije prošla bez pogibija. Iako na utrkama Formule 1 nije bilo fatalnih nesreća, dva vozača su izgubila život na drugim utrkama. Francuz Jean Behra poginuo je vozeči Porscheov bolid u Formula 2 utrci, dan prije glavne Formula 1 utrke na stazi AVUS, a dvostruki pobjednik 24 sata Le Mansa, Britanac Ivor Bueb zadobio je teške ozljede vozeči svoj Cooper bolid na utrci na stazi Charede u Francuskoj, od koji je nekoliko dana kasnije preminuo.
Uoči sezone čak tri utrke su otkazane. Velika nagrada Argentine otkazana je iz razloga što su, tada već umirovljeni, Argentinci Juan Manuel Fangio i José Froilán González objavili da se neće utrkivati na ovoj utrci, pa je kod publike interes za utrku pao. Neslaganje organizatora oko novčanih nagrada bio je razlog otkazivanja Velike nagrada Belgije, a Velika nagrada Maroka otkazana je zbog nedostatka financijskih sredstava da se utrka održi.

## Vozači i momčadi
Popis ne uključuje američke vozače koji su se natjecali na 500 milja Indianapolisa.
| Momčad                     | Konstruktor              | Šasija        | Motor                                  | Gume | Vozač                    | Utrke        |
| -------------------------- | ------------------------ | ------------- | -------------------------------------- | ---- | ------------------------ | ------------ |
| Dr Ing F. Porsche KG       | Behra-Porsche-Porsche    | RSK           | Porsche 547/6 1.5 F4                   | D    | Maria Teresa de Filippis | 1            |
| Dr Ing F. Porsche KG       | Porsche                  | 718 RSK 718/2 | Porsche 547/6 1.5 F4                   | D    | Wolfgang von Trips       | 1, 6         |
| Equipe Nationale Belge     | Cooper-Climax            | T51           | Climax FPF 1.5 L4                      | D    | Lucien Bianchi           | 1            |
| Equipe Nationale Belge     | Cooper-Climax            | T51           | Climax FPF 1.5 L4                      | D    | Alain de Changy          | 1            |
| Jean Lucienbonnet          | Cooper-Climax            | T45           | Climax FPF 1.5 L4                      | D    | Jean Lucienbonnet        | 1            |
| Owen Racing Organisation   | BRM                      | P25           | BRM P25 2.5 L4                         | D    | Harry Schell             | 1, 3–8       |
| Owen Racing Organisation   | BRM                      | P25           | BRM P25 2.5 L4                         | D    | Jo Bonnier               | 1, 3–8       |
| Owen Racing Organisation   | BRM                      | P25           | BRM P25 2.5 L4                         | D    | Ron Flockhart            | 1, 4–5, 7–8  |
| Cooper Car Company         | Cooper-Climax            | T51           | Climax FPF 2.5 L4                      | D    | Bruce McLaren            | 1, 4–9       |
| Cooper Car Company         | Cooper-Climax            | T51           | Climax FPF 2.5 L4                      | D    | Jack Brabham             | 1, 3–9       |
| Cooper Car Company         | Cooper-Climax            | T51           | Climax FPF 2.5 L4                      | D    | Masten Gregory           | 1, 3–7       |
| Cooper Car Company         | Cooper-Climax            | T51           | Climax FPF 2.5 L4                      | D    | Giorgio Scarlatti        | 8            |
| R.R.C. Walker Racing Team  | Cooper-Climax            | T51           | Climax FPF 2.5 L4                      | D    | Stirling Moss            | 1, 3, 6–9    |
| R.R.C. Walker Racing Team  | Cooper-Climax            | T51           | Climax FPF 2.5 L4                      | D    | Maurice Trintignant      | 1, 3–9       |
| British Racing Partnership | BRM                      | P25           | BRM P25 2.5 L4                         | D    | Stirling Moss            | 4–5          |
| British Racing Partnership | BRM                      | P25           | BRM P25 2.5 L4                         | D    | Hans Herrmann            | 6            |
| British Racing Partnership | Cooper-Climax            | T51           | Climax FPF 1.5 L4                      | D    | Ivor Bueb                | 1            |
| British Racing Partnership | Cooper-Borgward          | T51           | Borgward 1500 RS 1.5 L4                | D    | Ivor Bueb                | 5            |
| British Racing Partnership | Cooper-Borgward          | T51           | Borgward 1500 RS 1.5 L4                | D    | Chris Bristow            | 5            |
| High Efficiency Motors     | Cooper-Maserati          | T45           | Maserati 250S 2.5 L4                   | D    | Roy Salvadori            | 1, 4, 9      |
| High Efficiency Motors     | Cooper-Maserati          | T45           | Maserati 250S 2.5 L4                   | D    | Jack Fairman             | 8            |
| High Efficiency Motors     | Cooper-Climax            | T45           | Climax FPF 2.5 L4                      | D    | Jack Fairman             | 5            |
| Team Lotus                 | Lotus-Climax             | 16            | Climax FPF 2.5 L4                      | D    | Graham Hill              | 1, 3–8       |
| Team Lotus                 | Lotus-Climax             | 16            | Climax FPF 2.5 L4                      | D    | Pete Lovely              | 1            |
| Team Lotus                 | Lotus-Climax             | 16            | Climax FPF 2.5 L4                      | D    | Innes Ireland            | 3–4, 6–9     |
| Team Lotus                 | Lotus-Climax             | 16            | Climax FPF 2.5 L4                      | D    | Alan Stacey              | 5, 9         |
| John Fisher                | Lotus-Climax             | 16            | Climax FPF 1.5 L4                      | D    | Bruce Halford            | 1            |
| Scuderia Ferrari           | Ferrari                  | 246 156       | Ferrari 155 2.4 V6 Ferrari D156 1.5 V6 | D    | Jean Behra               | 1, 3–4       |
| Scuderia Ferrari           | Ferrari                  | 246 156       | Ferrari 155 2.4 V6 Ferrari D156 1.5 V6 | D    | Phil Hill                | 1, 3–4, 6–9  |
| Scuderia Ferrari           | Ferrari                  | 246 156       | Ferrari 155 2.4 V6 Ferrari D156 1.5 V6 | D    | Tony Brooks              | 1, 3–4, 6–9  |
| Scuderia Ferrari           | Ferrari                  | 246 156       | Ferrari 155 2.4 V6 Ferrari D156 1.5 V6 | D    | Cliff Allison            | 1, 3, 6, 8–9 |
| Scuderia Ferrari           | Ferrari                  | 246 156       | Ferrari 155 2.4 V6 Ferrari D156 1.5 V6 | D    | Olivier Gendebien        | 4, 8         |
| Scuderia Ferrari           | Ferrari                  | 246 156       | Ferrari 155 2.4 V6 Ferrari D156 1.5 V6 | D    | Dan Gurney               | 4, 6–8       |
| Scuderia Ferrari           | Ferrari                  | 246 156       | Ferrari 155 2.4 V6 Ferrari D156 1.5 V6 | D    | Wolfgang von Trips       | 9            |
| Scuderia Ugolini           | Maserati                 | 250F          | Maserati 250F1 2.5 L6                  | D    | Giorgio Scarlatti        | 1, 4         |
| Scuderia Ugolini           | Maserati                 | 250F          | Maserati 250F1 2.5 L6                  | D    | Carel Godin de Beaufort  | 4            |
| Monte Carlo Auto Sport     | Maserati                 | 250F          | Maserati 250F1 2.5 L6                  | D    | André Testut             | 1            |
| David Brown Corporation    | Aston Martin             | DBR4          | Aston Martin RB6 2.5 L6                | A    | Roy Salvadori            | 3, 5, 7–8    |
| David Brown Corporation    | Aston Martin             | DBR4          | Aston Martin RB6 2.5 L6                | A    | Carroll Shelby           | 3, 5, 7–8    |
| Ecurie Maarsbergen         | Porsche                  | 718 RSK       | Porsche 547/6 1.5 F4                   | D    | Carel Godin de Beaufort  | 3            |
| Scuderia Centro Sud        | Cooper-Maserati          | T51           | Maserati 250S 2.5 L4                   | D    | Ian Burgess              | 4–6, 8       |
| Scuderia Centro Sud        | Cooper-Maserati          | T51           | Maserati 250S 2.5 L4                   | D    | Colin Davis              | 4, 8         |
| Scuderia Centro Sud        | Cooper-Maserati          | T51           | Maserati 250S 2.5 L4                   | D    | Hans Herrmann            | 5            |
| Scuderia Centro Sud        | Cooper-Maserati          | T51           | Maserati 250S 2.5 L4                   | D    | Mario Araujo de Cabral   | 7            |
| Scuderia Centro Sud        | Maserati                 | 250F          | Maserati 250F1 2.5 L6                  | D    | Asdrúbal Fontes Bayardo  | 4            |
| Scuderia Centro Sud        | Maserati                 | 250F          | Maserati 250F1 2.5 L6                  | D    | Fritz d'Orey             | 4–5          |
| Vandervell Products        | Vanwall                  | VW 59         | Vanwall 254 2.5 L4                     | D    | Tony Brooks              | 5            |
| J.B. Naylor                | JBW-Maserati             | 59            | Maserati 250S 2.5 L4                   | D    | Brian Naylor             | 5            |
| Ace Garage – Rotherham     | Cooper-Climax            | T51           | Climax FPF 1.5 L4                      | D    | Trevor Taylor            | 5            |
| Alan Brown Equipe          | Cooper-Climax            | T45           | Climax FPF 1.5 L4                      | D    | Mike Taylor              | 5            |
| Alan Brown Equipe          | Cooper-Climax            | T45           | Climax FPF 1.5 L4                      | D    | Peter Ashdown            | 5            |
| Gilby Engineering          | Cooper-Climax            | T45           | Climax FPF 1.5 L4                      | D    | Keith Greene             | 5            |
| United Racing Stable       | Cooper-Climax            | T51           | Climax FPF 1.5 L4                      | D    | Bill Moss                | 5            |
| R.H.H. Parnell             | Cooper-Climax            | T51 T45       | Climax FPF 1.5 L4                      | D    | Henry Taylor             | 5            |
| R.H.H. Parnell             | Cooper-Climax            | T51 T45       | Climax FPF 1.5 L4                      | D    | Tim Parnell              | 5            |
| David Fry                  | Fry-Climax               | Fry F2        | Climax FPF 1.5 L4                      | D    | Mike Parkes              | 5            |
| Dennis Taylor              | Lotus-Climax             | 12            | Climax FPF 1.5 L4                      | D    | Dennis Taylor            | 5            |
| Dorchester Service Station | Lotus-Climax             | 16            | Climax FPF 1.5 L4                      | D    | David Piper              | 5            |
| Jean Behra                 | Behra-Porsche-Porsche    | RSK           | Porsche 547/6 1.5 F4                   | D    | Jean Behra               | 6            |
| Ottorino Volonterio        | Maserati                 | 250F          | Maserati 250F1 2.5 L6                  | D    | Giulio Cabianca          | 8            |
| Leader Cards Inc.          | Kurtis Kraft-Offenhauser | Midget        | Offenhauser 1.7 L4                     | F    | Rodger Ward              | 9            |
| OSCA Automobili            | Cooper-OSCA              | T43           | OSCA 2.0 L4                            | D    | Alejandro de Tomaso      | 9            |
| Camoradi USA               | Tec-Mec-Maserati         | F415          | Maserati 250F1 2.5 L6                  | D    | Fritz d'Orey             | 9            |
| Taylor-Crawley Racing Team | Cooper-Climax            | T51           | Climax FPF 2.5 L4                      | D    | George Constantine       | 9            |
| Blanchard Automobile Co.   | Porsche                  | 718 RSK       | Porsche 547/6 1.5 F4                   | ?    | Harry Blanchard          | 9            |
| Connaught Cars-Paul Emery  | Connaught-Alta           | C             | Alta GP 2.5 L4                         | D    | Bob Said                 | 9            |
| Ecurie Bleue               | Cooper-Climax            | T51           | Climax FPF 2.5 L4                      | D    | Harry Schell             | 9            |
| Phil Cade                  | Maserati                 | 250F          | Maserati 250F1 2.5 L6                  | D    | Phil Cade                | 9            |

## Kalendar
| Rd | Datum        | Velika nagrada   | Staza        | Prvo startno mjesto | Pobjednik vozač | Pobjednik konstruktor |
| -- | ------------ | ---------------- | ------------ | ------------------- | --------------- | --------------------- |
| 1  | 10. svibnja  | Monako           | Monaco       | Stirling Moss       | Jack Brabham    | Cooper-Climax         |
| 2  | 30. svibnja  | Indianapolis 500 | Indianapolis | Johnny Thomson      | Rodger Ward     | Watson-Offenhauser    |
| 3  | 31. svibnja  | Nizozemska       | Zandvoort    | Jo Bonnier          | Jo Bonnier      | BRM                   |
| 4  | 5. srpnja    | Francuska        | Reims        | Tony Brooks         | Tony Brooks     | Ferrari               |
| 5  | 18. srpnja   | Velika Britanija | Aintree      | Jack Brabham        | Jack Brabham    | Cooper-Climax         |
| 6  | 2. kolovoza  | Njemačka         | AVUS         | Tony Brooks         | Tony Brooks     | Ferrari               |
| 7  | 23. kolovoza | Portugal         | Monsanto     | Stirling Moss       | Stirling Moss   | Cooper-Climax         |
| 8  | 13. rujna    | Italija          | Monza        | Stirling Moss       | Stirling Moss   | Cooper-Climax         |
| 9  | 12. prosinca | SAD              | Sebring      | Stirling Moss       | Bruce McLaren   | Cooper-Climax         |

## Sistem bodovanja
| Mjesto       | Bodovi |
| ------------ | ------ |
| 1.           | 8      |
| 2.           | 6      |
| 3.           | 4      |
| 4.           | 3      |
| 5.           | 2      |
| Najbrži krug | 1      |

- Samo 5 najboljih rezultata u 9 utrka računali su se za prvenstvo vozača.
- Samo 5 najboljih rezultata u 9 utrka računali su se za prvenstvo konstruktora.
- Ako je više bolida jednog konstruktora završilo utrku u bodovima, samo najbolje plasirani bolid osvajao je konstruktorske bodove.
- Jedan bod za najbrži krug nije osvajao konstruktor, već samo vozač.
- Američki konstruktori na utrci 500 milja Indianapolisa nisu mogli osvojiti bodove.

## Rezultati utrka
| Poz. | Br. | Vozač               | Konstruktor   | Vrijeme           | Grid | Bodovi |
| ---- | --- | ------------------- | ------------- | ----------------- | ---- | ------ |
| 1.   | 24  | Jack Brabham        | Cooper-Climax | 2 h 55 min 51,3 s | 3.   | 9      |
| 2.   | 50  | Tony Brooks         | Ferrari       | + 20,4 s          | 4.   | 6      |
| 3.   | 32  | Maurice Trintignant | Cooper-Climax | + 2 kruga         | 6.   | 4      |
| 4.   | 48  | Phil Hill           | Ferrari       | + 3 kruga         | 5.   | 3      |
| 5.   | 22  | Bruce McLaren       | Cooper-Climax | + 4 kruga         | 13.  | 2      |

| Najbrži krug | Jack Brabham - 1 min 40,4 s |

| Poz. | Br. | Vozač             | Konstruktor          | Vrijeme            | Grid | Bodovi |
| ---- | --- | ----------------- | -------------------- | ------------------ | ---- | ------ |
| 1.   | 5   | Rodger Ward       | Watson-Offenhauser   | 3 h 40 min 49,20 s | 6.   | 8      |
| 2.   | 16  | Jim Rathmann      | Watson-Offenhauser   | + 23,28 s          | 3.   | 6      |
| 3.   | 3   | Johnny Thomson    | Lesovsky-Offenhauser | + 50,64 s          | 1.   | 5      |
| 4.   | 1   | Tony Bettenhausen | Epperly-Offenhauser  | + 1 min 47,9 s     | 15.  | 3      |
| 5.   | 99  | Paul Goldsmith    | Epperly-Offenhauser  | + 2 min 6,44 s     | 16.  | 2      |

| Najbrži krug | Johnny Thomson - 1 min 1,89 s |

| Poz. | Br. | Vozač          | Konstruktor   | Vrijeme          | Grid | Bodovi |
| ---- | --- | -------------- | ------------- | ---------------- | ---- | ------ |
| 1.   | 7   | Jo Bonnier     | BRM           | 2 h 5 min 26,8 s | 1.   | 8      |
| 2.   | 8   | Jack Brabham   | Cooper-Climax | + 14,2 s         | 2.   | 6      |
| 3.   | 9   | Masten Gregory | Cooper-Climax | + 1 min 23,0 s   | 7.   | 4      |
| 4.   | 12  | Innes Ireland  | Lotus-Climax  | + 1 krug         | 9.   | 3      |
| 5.   | 1   | Jean Behra     | Ferrari       | + 1 krug         | 4.   | 2      |

| Najbrži krug | Stirling Moss - 1 min 36,6 s |

| Poz. | Br. | Vozač             | Konstruktor   | Vrijeme          | Grid | Bodovi |
| ---- | --- | ----------------- | ------------- | ---------------- | ---- | ------ |
| 1.   | 24  | Tony Brooks       | Ferrari       | 2 h 1 min 26,5 s | 1.   | 8      |
| 2.   | 26  | Phil Hill         | Ferrari       | + 27,5 s         | 3.   | 6      |
| 3.   | 8   | Jack Brabham      | Cooper-Climax | + 1 min 37,7 s   | 2.   | 4      |
| 4.   | 22  | Olivier Gendebien | Ferrari       | + 1 min 47,5 s   | 11.  | 3      |
| 5.   | 12  | Bruce McLaren     | Cooper-Climax | + 1 min 47,7 s   | 10.  | 2      |

| Najbrži krug | Stirling Moss - 2 min 22,8 s |

| Poz. | Br. | Vozač               | Konstruktor   | Vrijeme           | Grid | Bodovi |
| ---- | --- | ------------------- | ------------- | ----------------- | ---- | ------ |
| 1.   | 12  | Jack Brabham        | Cooper-Climax | 2 h 30 min 11,6 s | 1.   | 8      |
| 2.   | 6   | Stirling Moss       | BRM           | + 22,2 s          | 7.   | 6,5    |
| 3.   | 16  | Bruce McLaren       | Cooper-Climax | + 22,4 s          | 8.   | 4,5    |
| 4.   | 8   | Harry Schell        | BRM           | + 1 krug          | 3.   | 3      |
| 5.   | 18  | Maurice Trintignant | Cooper-Climax | + 1 krug          | 4.   | 2      |

| Najbrži krug | Stirling Moss - 1 min 57,0 s Bruce McLaren - 1 min 57,0 s |

| Poz. | Br. | Vozač               | Konstruktor   | Vrijeme          | Grid | Bodovi |
| ---- | --- | ------------------- | ------------- | ---------------- | ---- | ------ |
| 1.   | 4   | Tony Brooks         | Ferrari       | 2 h 9 min 31,6 s | 1.   | 9      |
| 2.   | 6   | Dan Gurney          | Ferrari       | + 2,9 s          | 3.   | 6      |
| 3.   | 5   | Phil Hill           | Ferrari       | + 1 min 4,8 s    | 6.   | 4      |
| 4.   | 8   | Maurice Trintignant | Cooper-Climax | + 1 krug         | 12.  | 3      |
| 5.   | 9   | Jo Bonnier          | BRM           | + 2 kruga        | 7.   | 2      |

| Najbrži krug | Tony Brooks - 2 min 4,5 s |

| Poz. | Br. | Vozač               | Konstruktor   | Vrijeme            | Grid | Bodovi |
| ---- | --- | ------------------- | ------------- | ------------------ | ---- | ------ |
| 1.   | 4   | Stirling Moss       | Cooper-Climax | 2 h 11 min 55,41 s | 1.   | 9      |
| 2.   | 2   | Masten Gregory      | Cooper-Climax | + 1 krug           | 3.   | 6      |
| 3.   | 16  | Dan Gurney          | Ferrari       | + 1 krug           | 6.   | 4      |
| 4.   | 5   | Maurice Trintignant | Cooper-Climax | + 2 kruga          | 4.   | 3      |
| 5.   | 6   | Harry Schell        | BRM           | + 3 kruga          | 9.   | 2      |

| Najbrži krug | Stirling Moss - 2 min 5,07 s |

| Poz. | Br. | Vozač         | Konstruktor   | Vrijeme         | Grid | Bodovi |
| ---- | --- | ------------- | ------------- | --------------- | ---- | ------ |
| 1.   | 14  | Stirling Moss | Cooper-Climax | 2 h 4 min 5,4 s | 1.   | 8      |
| 2.   | 32  | Phil Hill     | Ferrari       | + 46,7 s        | 5.   | 7      |
| 3.   | 12  | Jack Brabham  | Cooper-Climax | + 1 min 12,5 s  | 3.   | 4      |
| 4.   | 36  | Dan Gurney    | Ferrari       | + 1 min 19,6 s  | 4.   | 3      |
| 5.   | 34  | Cliff Allison | Ferrari       | + 1 krug        | 8.   | 2      |

| Najbrži krug | Phil Hill - 1 min 40,4 s |

 VN SAD-a
| Poz. | Br. | Vozač               | Konstruktor   | Vrijeme           | Grid | Bodovi |
| ---- | --- | ------------------- | ------------- | ----------------- | ---- | ------ |
| 1.   | 9   | Bruce McLaren       | Cooper-Climax | 2 h 12 min 35,7 s | 10.  | 8      |
| 2.   | 6   | Maurice Trintignant | Cooper-Climax | + 0,6 s           | 5.   | 7      |
| 3.   | 2   | Tony Brooks         | Ferrari       | + 3 min 0,9 s     | 4.   | 4      |
| 4.   | 8   | Jack Brabham        | Cooper-Climax | + 4 min 57,3 s    | 2.   | 3      |
| 5.   | 10  | Innes Ireland       | Lotus-Climax  | + 3 kruga         | 9.   | 2      |

| Najbrži krug | Maurice Trintignant - 3 min 5 s |

## Poredak

### Vozači
| Mjesto | Vozač               | Bodovi |   |   |   |   |     |   |   |   |   |
| ------ | ------------------- | ------ | - | - | - | - | --- | - | - | - | - |
| 1.     | Jack Brabham        | 31     | 9 |   | 6 | 4 | 8   | – | – | 4 | 3 |
| 2.     | Tony Brooks         | 27     | 6 |   | – | 8 | –   | 9 | – | – | 4 |
| 3.     | Stirling Moss       | 25,5   | – |   | 1 | 1 | 6,5 | – | 9 | 8 | – |
| 4.     | Phil Hill           | 20     | 3 |   | – | 6 |     | 4 | – | 7 | – |
| 5.     | Maurice Trintignant | 19     | 4 |   | – | – | 2   | 3 | 3 | – | 7 |
| 6.     | Bruce McLaren       | 16,5   | 2 |   |   | 2 | 4,5 | – | – | – | 8 |
| 7.     | Dan Gurney          | 13     |   |   |   | – |     | 6 | 4 | 3 |   |
| 8.     | Jo Bonnier          | 10     | – |   | 8 | – | –   | 2 | – | – |   |
| 9.     | Masten Gregory      | 10     | – |   | 4 | – | –   | – | 6 |   |   |
| 10.    | Rodger Ward         | 8      |   | 8 |   |   |     |   |   |   | – |
| 11.    | Jim Rathmann        | 6      |   | 6 |   |   |     |   |   |   |   |
| 12.    | Johnny Thomson      | 5      |   | 5 |   |   |     |   |   |   |   |
| 13.    | Harry Schell        | 5      | – |   | – | – | 3   | – | 2 | – | – |
| 14.    | Innes Ireland       | 5      |   |   | 3 | – |     | – | – | – | 2 |
| 15.    | Olivier Gendebien   | 3      |   |   |   | 3 |     |   |   | – |   |
| 16.    | Tony Bettenhausen   | 3      |   | 3 |   |   |     |   |   |   |   |
| 17.    | Cliff Allison       | 2      | – |   | – |   |     | – |   | 2 | – |
| 18.    | Jean Behra          | 2      | – |   | 2 | – |     |   |   |   |   |
| 19.    | Paul Goldsmith      | 2      |   | 2 |   |   |     |   |   |   |   |
| Mjesto | Vozač               | Bodovi |   |   |   |   |     |   |   |   |   |

- Jack Brabham je osvojio ukupno 34 boda, ali samo 31 bod osvojen u pet najboljih utrka se računao za prvenstvo vozača.

| Boja | Značenje                                                  |
| ---- | --------------------------------------------------------- |
| 5    | Osvojeni bodovi koji su se računali za prvenstvo vozača   |
| 5    | Osvojeni bodovi koji se nisu računali za prvenstvo vozača |
| –    | Vozač nije osvojio bodove u utrci                         |
|      | Vozač nije nastupao na utrci                              |

### Konstruktori
| Mjesto | Konstruktor   | Bodovi |   |  |   |   |   |   |   |   |   |
| ------ | ------------- | ------ | - |  | - | - | - | - | - | - | - |
| 1.     | Cooper-Climax | 40     | 8 |  | 6 | 4 | 8 | 3 | 8 | 8 | 8 |
| 2.     | Ferrari       | 32     | 8 |  | 2 | 8 |   | 8 | 4 | 6 | 4 |
| 3.     | BRM           | 18     | – |  | 8 | – | 6 | 2 | 2 | – |   |
| 4.     | Lotus-Climax  | 5      | – |  | 3 | – | – | – | – | – | 2 |
| Mjesto | Konstruktor   | Bodovi |   |  |   |   |   |   |   |   |   |

- Cooper-Climax je osvojio ukupno 53 boda, ali samo 40 bodova osvojenih u pet najboljih utrka su se računali za prvenstvo konstruktora.
- Ferrari je osvojio ukupno 38 bodova, ali samo 32 boda osvojena u pet najboljih utrka su se računala za prvenstvo konstruktora.

## Statistike
| Vozač               | Postolja  | Postolja  | Postolja  | Prvo startno mjesto | Najbrži krug | Krugovi u vodstvu |
| Vozač               | 1. mjesto | 2. mjesto | 3. mjesto | Prvo startno mjesto | Najbrži krug | Krugovi u vodstvu |
| ------------------- | --------- | --------- | --------- | ------------------- | ------------ | ----------------- |
| Jack Brabham        | 2         | 1         | 2         | 1                   | 1            | 134               |
| Tony Brooks         | 2         | 1         | 1         | 2                   | 1            | 92                |
| Stirling Moss       | 2         | 1         | -         | 4                   | 4            | 173               |
| Bruce McLaren       | 1         | -         | 1         | -                   | 1            | 1                 |
| Rodger Ward         | 1         | -         | -         | -                   | -            | 130               |
| Jo Bonnier          | 1         | -         | -         | 1                   | -            | 59                |
| Phil Hill           | -         | 2         | 1         | -                   | 1            | 36                |
| Maurice Trintignant | -         | 1         | 1         | -                   | 1            | -                 |
| Masten Gregory      | -         | 1         | 1         | -                   | -            | 13                |
| Dan Gurney          | -         | 1         | 1         | -                   | -            | 8                 |
| Jim Rathmann        | -         | 1         | -         | -                   | -            | 19                |
| Johnny Thomson      | -         | -         | 1         | 1                   | 1            | 40                |
| Jean Behra          | -         | -         | -         | -                   | -            | 21                |
| Pat Flaherty        | -         | -         | -         | -                   | -            | 11                |

| Konstruktor          | Postolja  | Postolja  | Postolja  | Prvo startno mjesto | Najbrži krug | Krugovi u vodstvu |
| Konstruktor          | 1. mjesto | 2. mjesto | 3. mjesto | Prvo startno mjesto | Najbrži krug | Krugovi u vodstvu |
| -------------------- | --------- | --------- | --------- | ------------------- | ------------ | ----------------- |
| Cooper-Climax        | 5         | 3         | 5         | 5                   | 5            | 321               |
| Ferrari              | 2         | 4         | 3         | 2                   | 2            | 157               |
| BRM                  | 1         | 1         | -         | 1                   | 2            | 58                |
| Watson-Offenhauser   | 1         | 1         | -         | -                   | -            | 160               |
| Lesovsky-Offenhauser | -         | -         | 1         | 1                   | 1            | 40                |

### Vodeći vozač i konstruktor u prvenstvu
U rubrici bodovi, prikazana je bodovna prednost vodećeg vozača / konstruktora ispred drugoplasiranog, dok je žutom bojom označena utrka na kojoj je vozač / konstruktor osvojio naslov prvaka.
| Utrka               | Vozač        | Bodovi |
| ------------------- | ------------ | ------ |
| VN Monaka           | Jack Brabham | 3      |
| Indianapolis 500    | Jack Brabham | 1      |
| VN Nizozemske       | Jack Brabham | 7      |
| VN Francuske        | Jack Brabham | 5      |
| VN Velike Britanije | Jack Brabham | 13     |
| VN Njemačke         | Jack Brabham | 4      |
| VN Portugala        | Jack Brabham | 4      |
| VN Italije          | Jack Brabham | 5,5    |
| VN SAD              | Jack Brabham | 4      |

| Utrka               | Konstruktor   | Bodovi |
| ------------------- | ------------- | ------ |
| VN Monaka           | Cooper-Climax | 2      |
| Indianapolis 500    | Cooper-Climax | 2      |
| VN Nizozemske       | Cooper-Climax | 6      |
| VN Francuske        | Cooper-Climax | 2      |
| VN Velike Britanije | Cooper-Climax | 10     |
| VN Njemačke         | Cooper-Climax | 5      |
| VN Portugala        | Cooper-Climax | 6      |
| VN Italije          | Cooper-Climax | 6      |
| VN SAD              | Cooper-Climax | 8      |

## Utrke koje se nisu bodovale za prvenstvo
| Datum         | Naziv utrke                  | Staza       | Pobjednik vozač | Pobjednik konstruktor |
| ------------- | ---------------------------- | ----------- | --------------- | --------------------- |
| 30. ožujka    | VI Glover Trophy             | Goodwood    | Stirling Moss   | Cooper-Climax         |
| 18. travnja   | XIIV BARC Aintree 200        | Aintree     | Jean Behra      | Ferrari               |
| 2. svibnja    | XI BRDC International Trophy | Silverstone | Jack Brabham    | Cooper-Climax         |
| 26. rujna     | VI International Gold Cup    | Oulton Park | Stirling Moss   | Cooper-Climax         |
| 10. listopada | IV Silver City Trophy        | Snetterton  | Ron Flockhart   | BRM                   |

## Vanjske poveznice
- Službena stranica Formule 1
- Formula 1 1959. - StatsF1